# Jake Johnson
Jake Mark Johnson (narozený Mark Jake Weinberger, * 28. května 1978, Evanston, Illinois, USA) je americký herec a komik, který se nejvíc proslavil rolí Nika Millera v komediálním seriálu Nová holka na stanici FOX, kde hraje po boku Zooey Deschanel. Za roli získal nominaci na cenu Teen Choice Award. Také si zahrál ve filmech Paper Heart (2009), Dostaň ho tam (2010), Vlastní zbraň podmínkou (2012), 21 Jump Street (2012), Kámoši až na dno lahve (2013), Falešní poldové (2014), Sousedi (2014), Jurský svět (2015), Mumie (2017) a Máš ji! (2018).

## Životopis a kariéra
Narodil se v Evanston v Illinois. Byl pojmenován po svém strýčci Markovi Johnsonovi, který umřel ve 26 letech při nehodě na motorce v roce 1977, rok předtím než se Jake narodil. Jeho otec Ken Weinberger vlastní prodejnu aut a pochází z židovské rodiny. Jeho matka má anglické, irské a polské předky. Rodiče se rozvedli, když mu byly 2 roky. Má dva starší sourozence: bratra Dana a sestru Rachel, které vychovala svobodná matka Eve Johnson. Jake si vzal jméno své matky během studia na střední škole.
Odmaturoval na New Trier High School ve městě Winnetka a začal studovat na Iowské univerzitě. Při studiích na univerzitě napsal hru, která mu zajistila stipendium na Tish School of the Arts. V roce 2012 získal cenu Johna Goldena. Newyorská skupina The Ensamble Studio Theatre produkovala jeho hru Cousins.

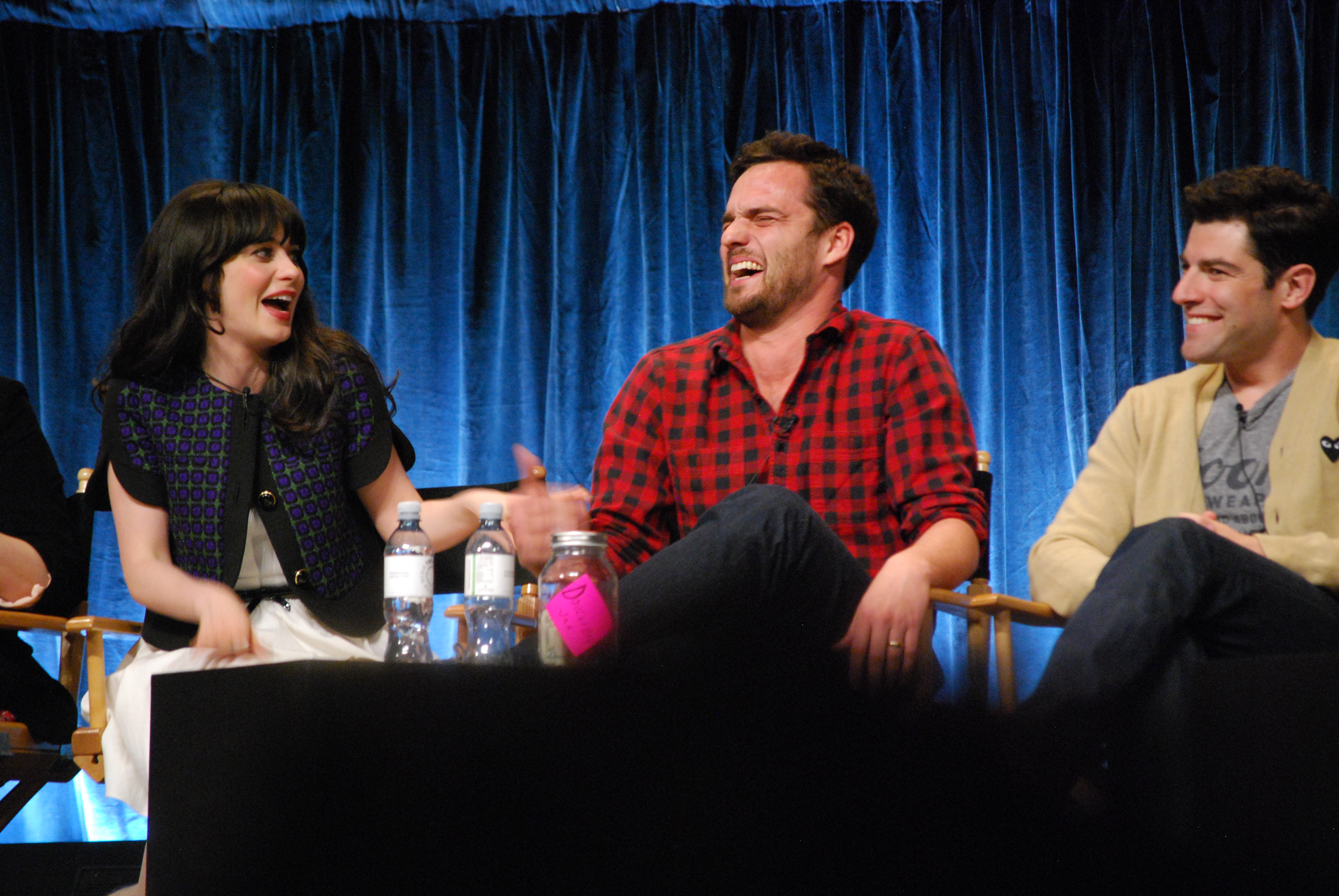
Jake Johson a obsazení seriálu Nová holka

Když žil v New Yorku, začal pracovat v komediální skupině The Midwesterns. Po přestěhování do Los Angeles pracoval jako číšník a asistent produkční. V roce 2007 získal roli v mini-seriálu Derek and Simon: The Show.
V roce 2009 se objevil ve filmu Paper Heart. V roce 2010 byl obsazen do malé role v komedii Russella Branda Dostaň ho tam. V roce 2011 si zahrál kamaráda postavy Ashtona Kutchera ve filmu Hlavně nezávazně a roli Ježíše si zahrál ve filmu Zahulíme, uvidíme 3. Ve stejném roce byl obsazen do role Nicka Millera, po boku Zooey Deschanel, v seriálu Nová holka. 
V roce 2012 si zahrál ve filmu 21 Jump Street, po boku Jonaha Hilla a Channinga Tatuma. S Aubrey Plazou si zahrál ve filmu Vlastní zbraň podmínkou. V roce 2013 si zahrál s Olivií Wildeovou a Annou Kendrick ve filmu Kámoši až na dno lahve.
V roce 2014 získal hlavní roli ve filmu Falešní poldové. O rok později si zahrál Lowerlyho v Jurském světě. V roce 2018 si zahrál roli Randyho Cilliana v komediálním filmu Máš ji!. Ve stejném roce také propůjčil hlas Peterovi Parkerovi alias Spider-manovi v animovaném filmu Spider-Man: Paralelní světy.

## Osobní život
V roce 2009 si vzal Erin Payne. Mají spolu dvě děti.

## Filmografie

### Film
| Rok  | Název                        | Role                              | Poznámky                                                                           |
| ---- | ---------------------------- | --------------------------------- | ---------------------------------------------------------------------------------- |
| 2008 | Červený pás                  | Muž                               |                                                                                    |
| 2009 | Paper Heart                  | Nicholas Jasenovec                |                                                                                    |
| 2012 | Svatební obřad               | Teddy                             |                                                                                    |
| 2010 | Dostaň ho tam                | Člen jazzové kapely               |                                                                                    |
| 2011 | Zahulíme, uvidíme 3          | Ježíš                             |                                                                                    |
| 2011 | Hlavně nezávazně             | Eli                               |                                                                                    |
| 2012 | 21 Jump Street               | Ředitel Dadier                    |                                                                                    |
| 2012 | Vlastní zbraň podmínkou      | Jeff Schwensen                    | Nominace – Gotham Independent Film Award v kategorii Nejlepší obsazení             |
| 2013 | Kámoši až na dno lahve       | Luke                              |                                                                                    |
| 2013 | The Pretty One               | Basel                             |                                                                                    |
| 2013 | Coffee Town                  | Willův spolubydlící               |                                                                                    |
| 2014 | LEGO příběh                  | Barry                             | hlas                                                                               |
| 2014 | Falešní poldové              | Ryan                              |                                                                                    |
| 2014 | Sousedi                      | Sebastian Cremmington             |                                                                                    |
| 2015 | Jurský svět                  | Lowery                            |                                                                                    |
| 2015 | Hledači ohně                 | Tim                               | scenárista, producent                                                              |
| 2016 | Joshy                        | Reggie                            |                                                                                    |
| 2016 | Mike i Dave sháněj holky     | Ronnie                            |                                                                                    |
| 2017 | Mumie                        | Chris Vail                        |                                                                                    |
| 2017 | Win It All                   | Eddie Garrett                     | také scenárista a producent                                                        |
| 2017 | Šmoulové: Zapomenutá vesnice | Šmoula (hlas)                     |                                                                                    |
| 2018 | Spider-Man: Paralelní světy  | Peter B. Parker/Spider-Man (hlas) | Nominace – Online Film & Television Association Awards v kategorii nejlepší dabing |
| 2018 | Máš ji!                      | Randy Cilliano                    |                                                                                    |
| 2018 | Houstone, máme poblém        | astronaut                         | krátkometrážní film                                                                |

### Televize
| Rok        | Název                                   | Role                | Poznámky |
| ---------- | --------------------------------------- | ------------------- | --- |
| 2007       | Derek and Simon: The Show               | Jake                | krátkometrážní seriál, 6 dílů |
| 2007       | Your Magic Touched Me                   | Ďábel               | díl 2.9 |
| 2007       | Larry, kroť se                          | Muž na telefonu     | díl: „The N World“ |
| 2007       | Cautionary Tales of Swords              | Fred                | díl. „Cautionary Terror Tales of Swords and Terror“ |
| 2007       | Jednotka zvláštního určení              | Martin              | díl: „MPs“ |
| 2009       | Anatomie lži                            | Howard Crease       | díl: „Dokud nás smrt nerozdělí“ |
| 2010       | Flash Forward – Vzpomínka na budoucnost | Powell              | díl: „Odpočítávání: část 1“ |
| 2010       | Funny or Die uvádí                      | muž bez trička      | díl 1.10 |
| 2010       | Drunk History                           | Aaron Burr          | krátkometrážní seriál, díl: „Drunk History Vol. 1: Featuring Michael Cera“ |
| 2011–2018  | Nová holka                              | Nick Miller         | hlavní role, 146 dílů Gold Derby Awards v kategorii nejlepší mužský herecký výkon v hlavní roli – (komedie) (2013) Nominace - Critics' Choice Television Award v kategorii nejlepší mužský herecký výkon v hlavní roli – (komedie) (2013) Nominace – Online Film & Television Association Awards v kategorii nejlepší mužský herecký výkon v hlavní roli – seriál (komedie) (2013) Nominace – TCA Award v kategorii Individuální úspěch v komedii (2013) Nominace – Teen Choice Award v kategorii Nejlepší herec – televize (komedie) (2013) Nominace – Teen Choice Award v kategorii Objev roku: muž (2012) Nominace – Satellite Award v kategorii nejlepší mužský herecký výkon v hlavní roli – (komedie/muzikál) (2013) |
| 2011       | Allen Gregory                           | Joel Zadak (hlas)   | 6 dílů |
| 2012       | NTSF:SD:SUV::                           | Jorgen              | díl: „The Real Bicycle Thief“ |
| 2013       | Coogan Auto                             | Derek Guthrie       | díl 1.2 |
| 2013       | High School USA!                        | Pan Structor (hlas) | hlavní role, 10 dílů |
| 2013       | Ghost Ghirls                            | Eddie Hanson        | díl: „Home Is Where the Haunt Is“ |
| 2013–dosud | Drunk History                           | Různé postavy       | 3 díly |
| 2015       | Comedy Bang! Bang!                      | Sám sebe            | díl: „Jake Johnson Wears a Light Blue Button-Up Shirt and Brown Shoes“ |
| 2015       | No Activity                             | Cutler              | díl: „The American“ |
| 2015–2017  | BoJack Horseman                         | Oxnard (hlas)       | 3 díly |
| 2016       | Mezi námi medvědy                       | Dave                | díl: „The Island“ |
| 2016       | Jurský svět: Indominus na útěku         | Lowery (hlas)       | mini-seriál, 5 dílů |
| 2016–2017  | Idiotsitter                             |                     | 2 díly |
| 2016–2019  | Easy                                    | Drew                | 2 díly |
| 2017       | Soudruh detektiv                        | Stan (hlas)         | vedlejší role, 5 dílů |
| 2017–2018  | No Activity                             | agent John Haldeman | 2 díly |
| 2019–dosud | Stumptown                               | Grey McConnell      | hlavní role |
| TBA        | Hoops                                   | Ben Hopkins (hlas)  | také výkonný producent |